# Soul-Crusher
Soul-Crusher è il primo album in studio del gruppo musicale statunitense White Zombie, pubblicato nel 1987 dalla Silent Explosion.
Questo è l'unico album della band a presentare sonorità noise rock.

## Tracce
1. Ratmouth – 3:41
2. Shack of Hate – 2:55
3. Crow III – 3:50
4. Drowning the Colossus – 4:54
5. Die Zombie Die – 4:07
6. Skin – 3:37
7. Truck on Fire – 4:07
8. Future Shock – 3:10
9. Scum Kill – 3:42
10. Diamond Ass – 3:40

## Formazione
- Rob Straker - voce, direzione artistica
- Sean Yseult - basso, direzione artistica
- Tom Five - chitarra
- Ivan de Prume - batteria